# Jaczew
Jaczew (prononciation : [ˈjat͡ʂɛf]) est un village polonais situé dans la gmina de Korytnica dans le powiat de Węgrów et en voïvodie de Mazovie dans le centre-est de la Pologne.
Ce village se trouve à environ 6 kilomètres au nord de Korytnica, 15 kilomètres au nord-ouest de Węgrów (chef-lieu du powiat) et à 64 kilomètres au nord-est de Varsovie (capitale de la Pologne).

## Histoire
Jusqu'en 1952 le village fut le siège de la gmina Jaczew.

De 1975 à 1998, le village appartenait administrativement à la voïvodie de Siedlce.